# Hip hop japonês
O Hip hop japonês, também chamado de nip hop ou j-hip hop, é uma variante do hip hop que se iniciou com o retorno de Hiroshi Fujiwara ao Japão, em meados de 1980. Foram bastante influenciados pela velha escola do hip hop.